# Abajas
Abajas là một đô thị trong tỉnh Burgos, Castile và León, Tây Ban Nha. Theo điều tra dân số 2015 (INE), đô thị này có dân số là 29 người.